# Innerer Knorrkogel
L'Innerer Knorrkogel est une montagne qui s’élève à 2 882 m d’altitude dans les Hohe Tauern, en Autriche.